# Floris Claesz. van Dijck
Floris Claesz. van Dijck o Floris van Dyck (Delft, cap a 1574/1575-Haarlem, 1651) fou un pintor barroc neerlandès especialitzat en la pintura de bodegons.
Nascut probablement a Delft, va viatjar a Itàlia on ho va retratar el Cavaller de Arpino. De retorn als Països Baixos el 1605 es va establir a Haarlem on se'l documenta abundantment fins a 1651. A Haarlem va contreure matrimoni i va ocupar càrrecs de responsabilitat en el Gremi de Sant Lluc, al qual el 1637, per ornamentar la seva nova càmera, va regalar «una obra mestra d'un cap modelat i realitzada del natural per Miguel Ángel».